# 三文役者 (バンド)
三文役者（さんもんやくしゃ）は、1977年に結成された、日本のハードロックバンド。

## 概要
1974～1975年、花之木哲がロックミュージカル「サドインジャパン」に出演する。
その後、ロックミュージカル上演事務所「UnHAPPYな私達」を設立し、演出および出演を自ら手掛ける。
(代表作に1975年10月「エクスキューズユー」、1976年5月「コルト'76」など。)
この頃より頭脳警察のPANTAに歌詞の提供を開始。当時、同バンドのメンバーであった石井正夫らと三文役者の結成に至る。
2014年に活動再開し2017年、アルバム『魂』をリリースした。
2023年11月、『魂』を含む公式音源のサブスクリプション配信を開始した。

## メンバー

### 現メンバー
- 花之木哲（リーダー、ヴォーカル、ギター）
- 大竹亨（ギター）
- 宮原史典（ドラムス、パーカッション）
- 青木丈征（ギター）
- 後藤"しゃあみん"昭久（ベース）

### 旧メンバー
- 石井正夫（ベース）
- 片山一郎（ギター）
- 高沢良（ベース）
- 小川祐三（ドラムス）
- 小池純司（ベース）
- 牛澤滋由貴（ギター）
- 戸田雄樹（ベース）
- 小倉博和（ギター）
- 山岡史央（ギター）
- 山野井一郎（ベース）
- 熱海謙治（テナーサックス）
- 野澤文明（ベース）
- 佐藤健（ドラムス、ベース）

## ディスコグラフィー

### シングル
- 怒雨降り / 風（1980年）
- Memoire / Mirror girl（1984年）
- MISTAKE / Who has the right ?（1984年）

### アルバム
- 三文役者（1980年）
- 主役だけじゃつまらない（1985年）
- Live On（1991年）
- 魂（2017年）